# Estación de Carpetana
Carpetana es una estación de la línea 6 del Metro de Madrid situada en la Vía Carpetana, en el distrito de Carabanchel (barrios de Vista Alegre) y (San Isidro).
Del 31 de mayo al 5 de septiembre de 2025, la estación permanece cerrada por el cierre del arco oeste Moncloa-Méndez Álvaro, cortado por obras de automatización de línea. Se establece un Servicio Especial de autobús gratuito entre ambas estaciones.

## Historia y características
La estación se abrió al público el 1 de junio de 1983.
Desde el 4 de julio de 2015 hasta el 13 de septiembre de 2015, la estación permaneció cerrada por obras de mejora de las instalaciones entre las estaciones de Puerta del Ángel y Oporto.

### Yacimiento paleontológico

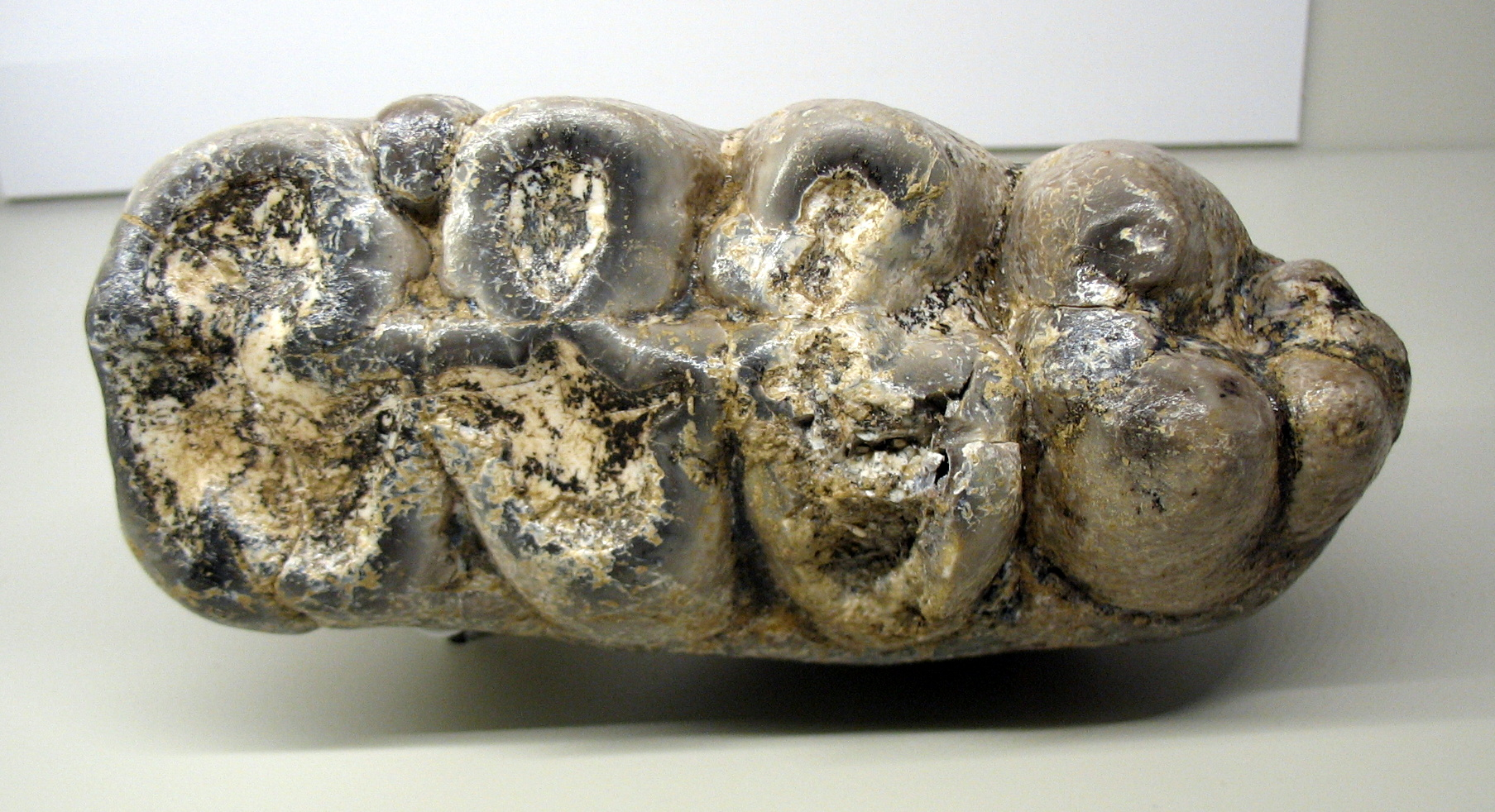
Molar del mastodonte Gomphotherium angustidens encontrado en el yacimiento.

Durante las excavaciones realizadas para la construcción de ascensores y cuartos técnicos en la estación en los años 2008 y 2009, aparecieron restos fósiles del Mioceno medio, pertenecientes a gran variedad de géneros como Anchitherium, Amphicyon o Cheirogaster. Se han colocado réplicas de algunos de los fósiles en el vestíbulo de la estación.

## Accesos
Vestíbulo Carpetana
- Vía Carpetana Vía Carpetana, 306 (próximo a C/ Laguna)
- Ascensor exterior nº 1 Vía Carpetana, 141 (semiesquina Avenida Nuestra Señora de Valvanera, 121)

Vestíbulo Nuestra Señora de Valvanera
- Nuestra Señora de Valvanera - Vía Carpetana - Ateca Vía Carpetana, s/n (frente al n.º 139). Próximo a C/ Ateca
- Ascensor exterior nº 2 Vía Carpetana, s/n (frente al n.º 139)

## Líneas y conexiones

### Metro
| << cabecera | < estación | línea | estación > | cabecera >> |
| ----------- | ---------- | ----- | ---------- | ----------- |
| Circular    | Laguna     |       | Oporto     | Circular    |

### Autobuses
| Diurnos   |                       |                                                        |
| Línea     | Destino               | Parada                                                 |
| 17        | Colonia Parque Europa | 563 METRO VÍA CARPETANA                                |
| 55        | Batán                 | 2553 METRO CARPETANA (Av. Ntra. Sra de Valvanera, 118) |
| 119       | Barrio de Goya        | 2553 METRO CARPETANA (Av. Ntra. Sra de Valvanera, 118) |
| 55        | Atocha                | 4766 METRO CARPETANA (Av. Ntra. Sra de Valvanera, 118) |
| 119       | Atocha                | 4766 METRO CARPETANA (Av. Ntra. Sra de Valvanera, 118) |
| 17        | Plaza Mayor           | 5506 VÍA CARPETANA-LA CAMPANA                          |
| 25        | Plaza de España       | 5506 VÍA CARPETANA-LA CAMPANA                          |
| Nocturnos |                       |                                                        |
| Línea     | Destino               | Parada                                                 |
| N16       | Avenida de la Peseta  | 563 METRO VÍA CARPETANA                                |
| N16       | Plaza de Cibeles      | 5506 VÍA CARPETANA-LA CAMPANA                          |